# Ephedra saxatilis
Ephedra saxatilis — вид гнетоподібних з родини ефедрових (Ephedraceae). Місцем проживання цього виду є Південно-центральний Китай, Індія (Східні Гімалаї), Непал, Тибет.

## Опис
Це малий кущ до 60 см; стебла прямі або висхідні, сірувато-коричневі або сірувато-жовті, міцні; зелені гілки, скупчені у вузлах. Листки супротивні, (2)3(6) мм, зрощені на 1/2–3/4 довжини. Пилкових шишок 1–3, зазвичай супротивні у вузлах, сидячі або на коротких ніжках. Насіннєві шишки поодинокі або супротивні іноді в наступних вузлах, сидячі або на коротких ніжках; приквітки зрощені на 1/5–2/3 довжини, по краях вузькоперетинчасті, у зрілості червоні та м'ясисті. Насіння часто 2, сірувато-чорне, ≈ 6 × 3 мм.